# Ikarus E98
Ikarus E98/398 — туристический автобус венгерской фирмы Ikarus. Более 40 автобусов были поставлены компаниям Volán. Автобус с номерными знаками GBG-584 бывшего Pannon Volán был включён в программу Volánbusz по сохранению ценностей.

## Описание
Тип автобуса был спроектирован с большей вместимостью багажника и рейтингом до 3 звёзд. Для этого высота пола была поднята относительно Ikarus E95. В каюте нижняя линия окон была перенесена выше, но большое остекление с двойными стенками теперь обеспечивает идеальную панораму, а в приподнятой каюте теперь есть место для туалета. Конструкция передней и задней частей основана на Ikarus 395. Автобус Ikarus 398 хорошо вписался в модельный ряд. Сначала также существовала версия с утопленной кабиной водителя и ветровым стеклом, разделённым на 2 или 3 части, но позже от этого отказались.
Кузов представляет собой сварную надстройку, выполненную из закрытых стальных профилей с прямоугольным сечением. В качестве материала использовалась конструкционная сталь с высоким пределом текучести. В некоторых случаях (в основном у Scania и Volvo) проблемы со сваркой при производстве кузовов для ходовых шасси были вызваны тем, что скандинавские производители использовали коррозионностойкие стали в своих конструкциях шасси и было сложно сваривать воедино материалы существенно разного качества. Обшивка кузова, задней части и крыши изготовлена из армированных волокном полиамидных форм, а дверцы и решётки боковой панели, моторного отсека и люков изготовлены из листовой стали.

## Интерьер
В салоне Ikarus E98 противоскользящие пластиковые полы. Сиденья автобуса с текстильной обивкой и откидывающейся спинкой произведены фирмой VOGEL ECO. Автобус оборудован системой кондиционирования THERMO KING LRT 1004.

## Заводские модификации
- Ikarus EAG E98.01 (шасси Scania K113CLA)[5]
- Ikarus EAG E98.03
- Ikarus EAG E98.04 (шасси Scania K124 EB6x2*4NI)[6]
- Ikarus EAG E98.05 (шасси Scania K113 CLB)
- Ikarus EAG E98.06 (шасси Scania K124 IB4x2NB)[7]
- Ikarus EAG E98.07 (шасси Scania K124 EB6x2*4NI)
- Ikarus EAG E98.20 (шасси Csepel 856.16)
- Ikarus EAG E98.21 (шасси Csepel 856.16)
- Ikarus EAG E98.41 (шасси Volvo B10B)[8]
- Ikarus EAG E98.51 (шасси Rába B294.50-300)
- Ikarus EAG E98.52 (шасси Rába B294.50-300)[9]
- Ikarus EAG E98.61

## В России
С 1997 по октябрь 2024 года один Ikarus 398.20 эксплуатировался в Санкт-Петербурге, где перевозил футболистов клуба Зенит. Позже он был представлен Московскому экскурсионному оператору МосРетроТранс.

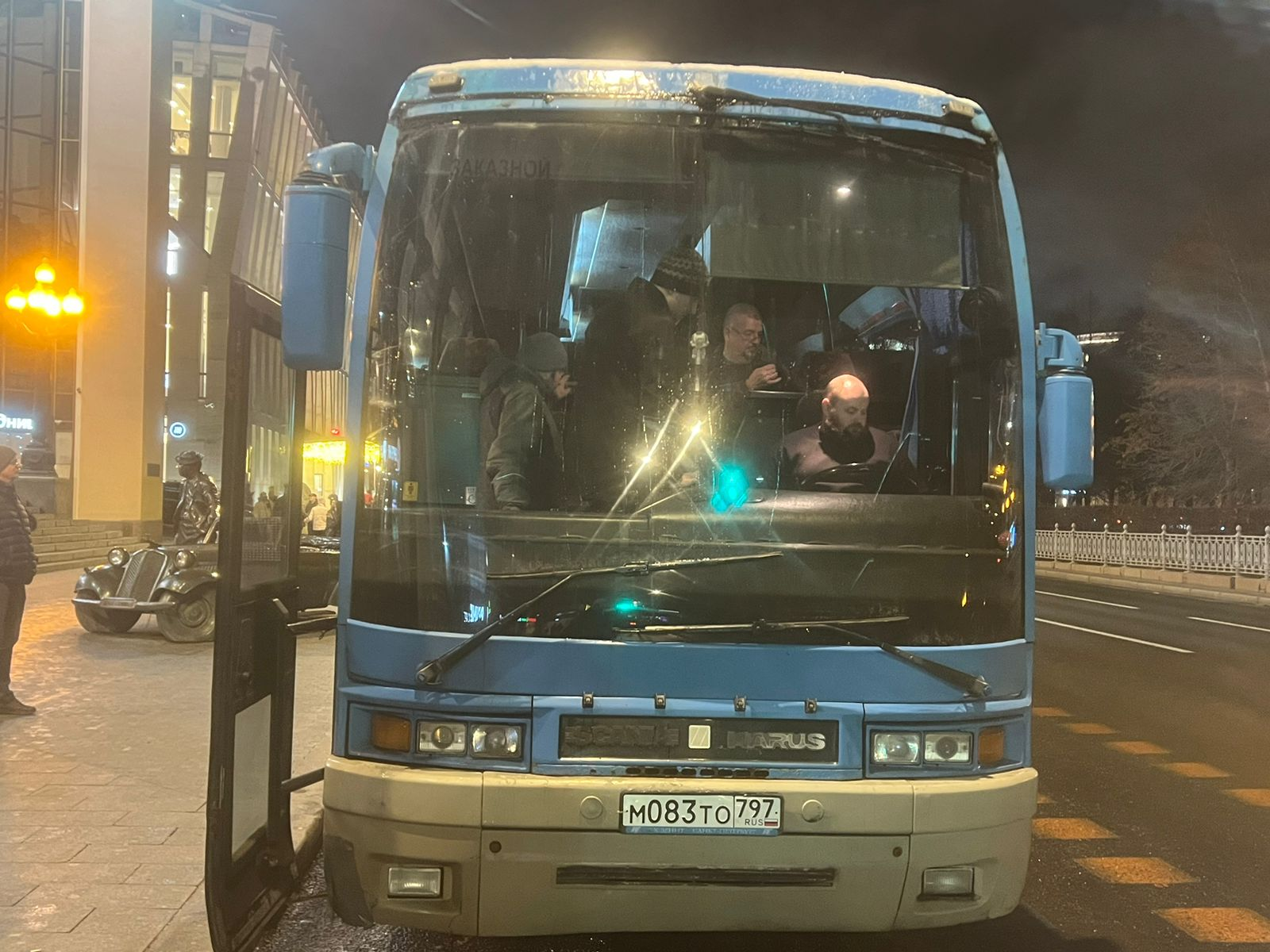
Вид спереди
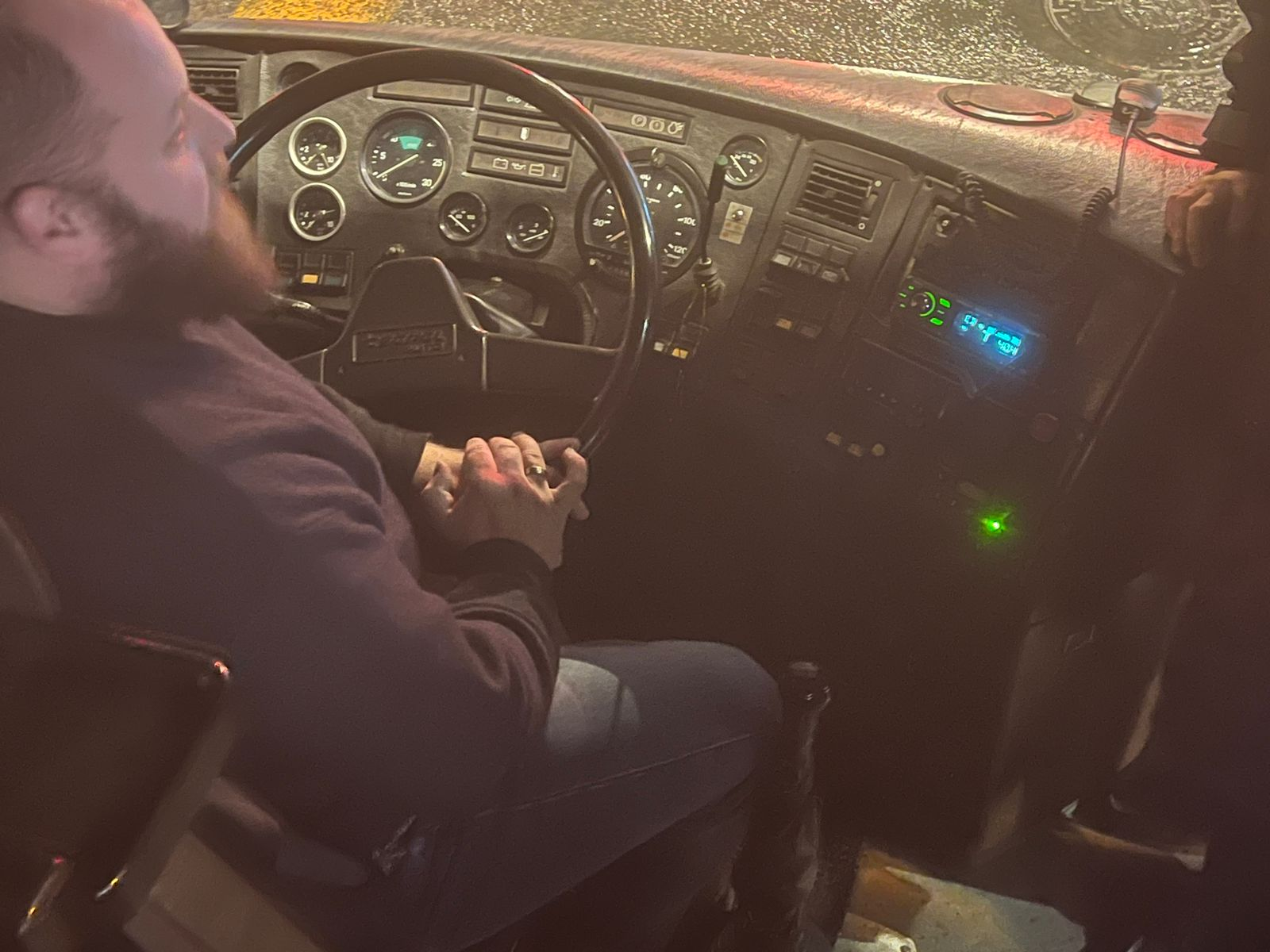
Место водителя
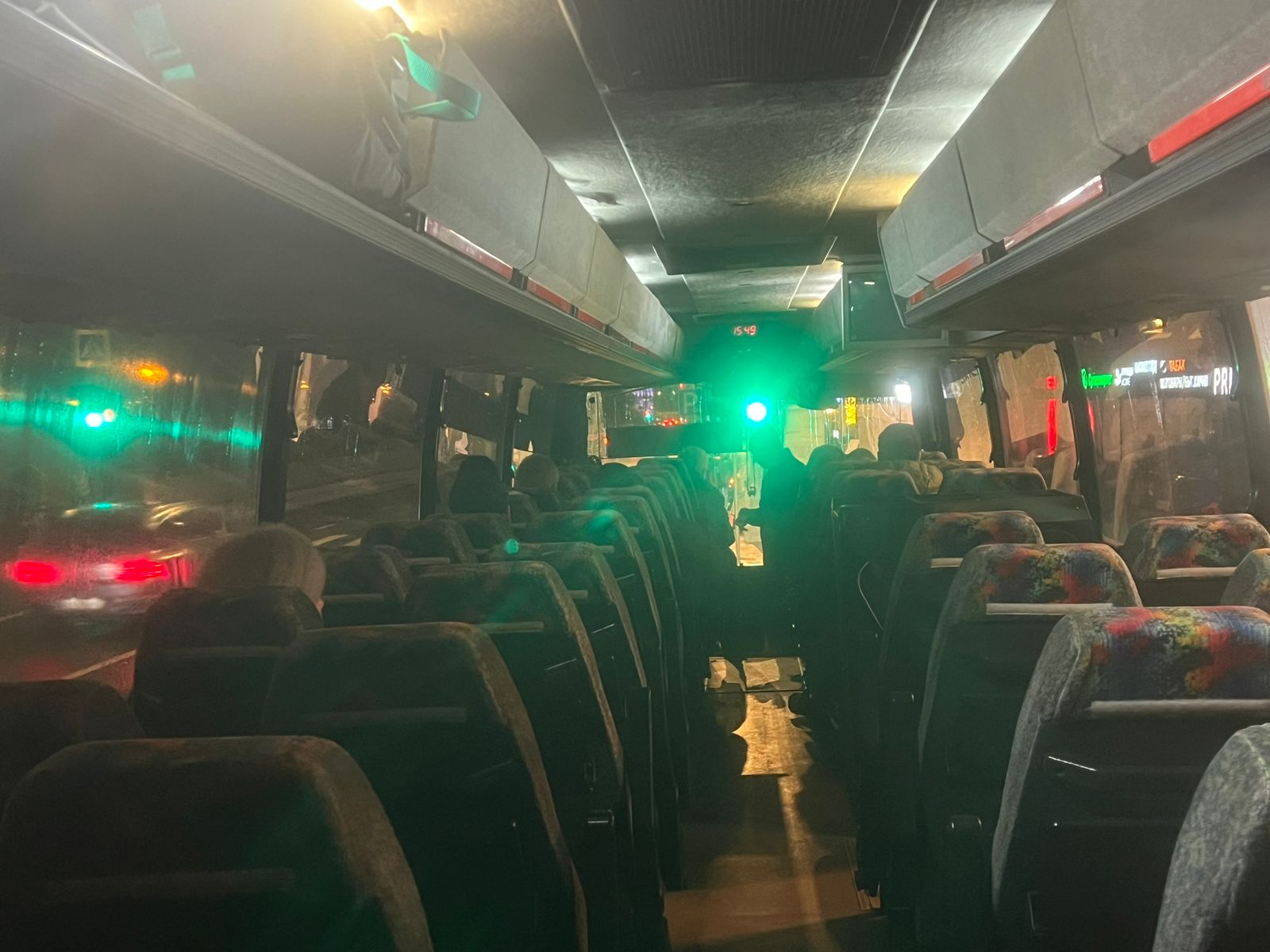
Салон, вид вперёд
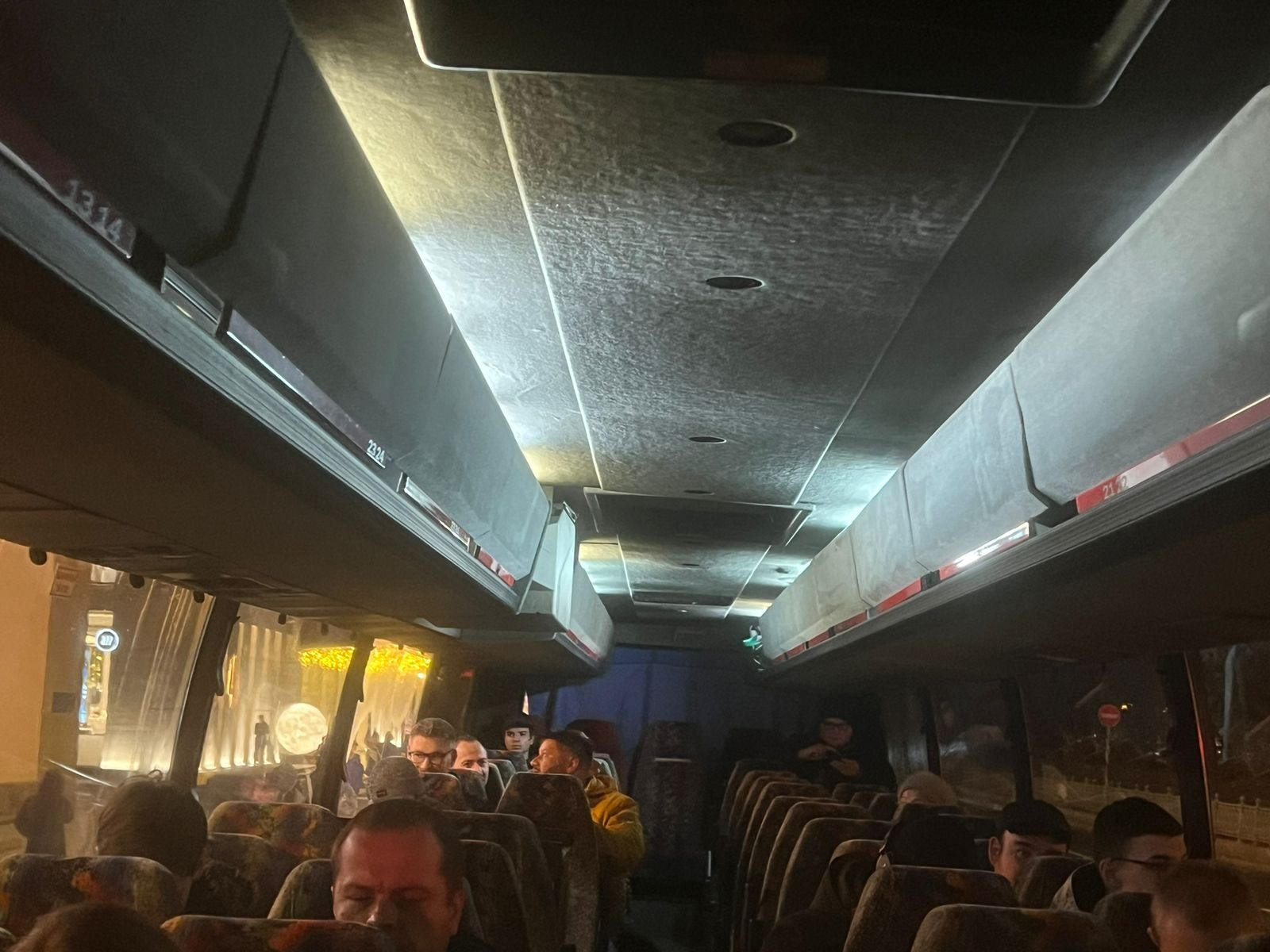
Салон, вид назад
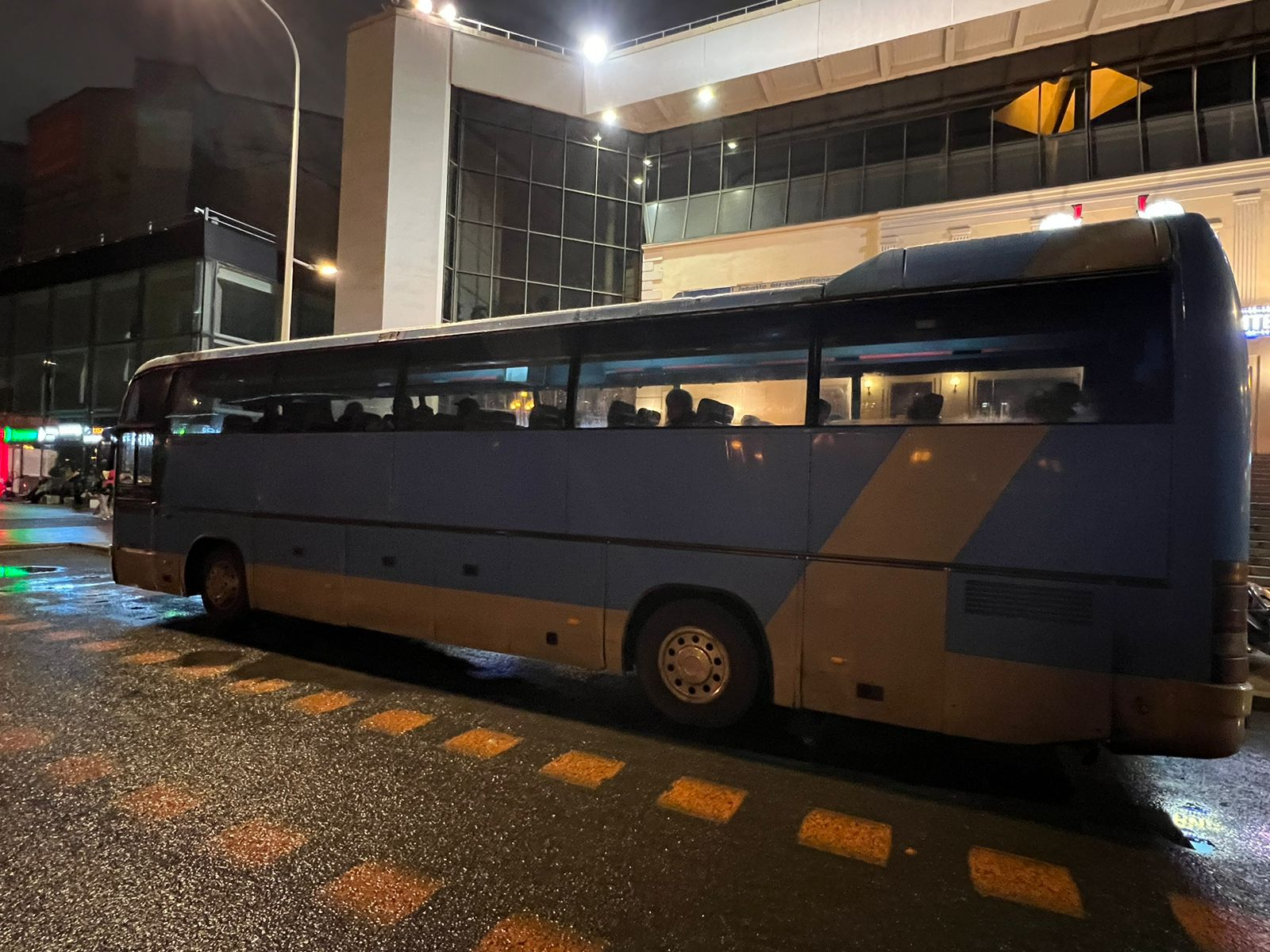
Вид сбоку
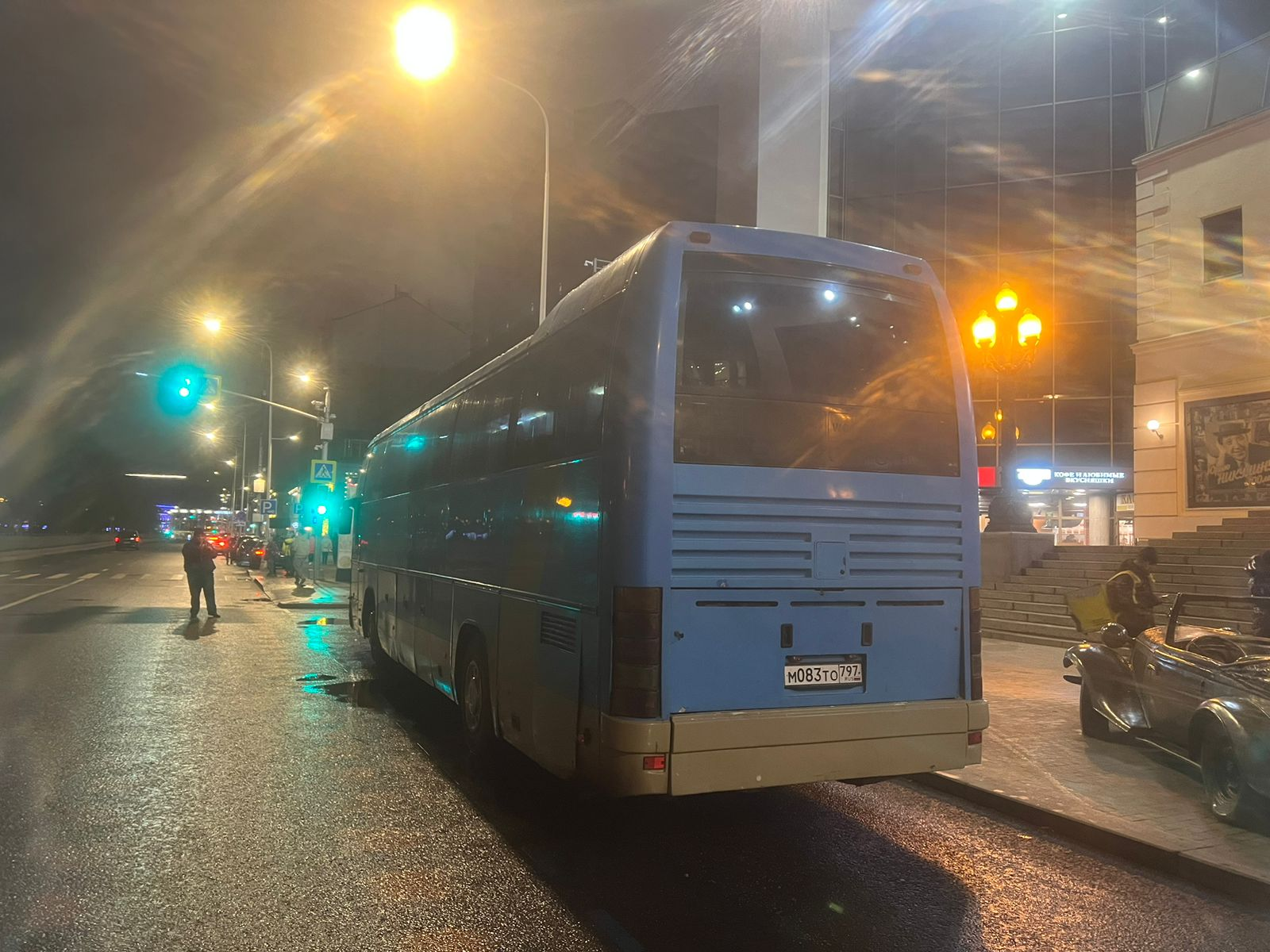
Вид сзади